# エア・インディア855便墜落事故
エア・インディア855便墜落事故（エア・インディア855びんついらくじこ）とは、1978年1月1日に発生した航空事故である。

## 事故の概要
1978年1月1日、インド・ボンベイ（現在はムンバイ）からアラブ首長国連邦・ドバイに向けて離陸したエア・インディアボーイング747-237B（機体記号VT-EBD, 1971年製造）はエア・インディアが受領した1号機であり「アショーカ王（Emperor Ashoka）」と命名されていた。
ボンベイの海岸近くにあるサンタクルズ国際空港から離陸後、沿岸からわずか3キロメートルのアラビア海に機首から突っ込む状態で墜落し、爆発した。これにより乗員23人、乗客190人の合わせて213人全員が犠牲になった。墜落地点の水深は10メートルもなかったため、残骸が墓標のように突き刺さっていたという。

## 事故原因
インドの事故調査委員会は、旅客機が左旋回して水平飛行に戻ったにもかかわらず、メインの姿勢指示器が故障により右に傾いていたため、それを見て誤った判断をした機長が、回復操作が不可能になるまで不適切な操作を続けたのが墜落の原因であるとした。この際、機長は予備の姿勢制御器を参照することもなく、また、副操縦士と航空機関士も航空機の姿勢について機長に適切な助言をあたえなかった。
この事故の裁判において、事故責任を追及されたボーイング社と姿勢制御器を製造したメーカーは、事故機の機長が糖尿病の服薬と飲酒の影響で方向感覚を失っていたと反論した。1985年、アメリカ連邦裁判所はボーイング社らに過失は認められないとして無罪を言い渡した。